# Huamói
Huamói (Aticum, Atikum, Huamaës, Huamué, Huano, Uamué, Umă, Uman, Umăo, Urumă, Woyana).- pleme i jezična porodica američkih Indijanaca iz istočnobrazilskih država Pernambuco i Bahia, u krajevima oko rijeka Moxotó i Pajeú. 
Lokalno se dijele na više skupina koje govore svojima jezicima, danas nestalim, to su: Atikum, Aticum ili Araticum (Umán ili Huamoi), na Moxotó i Pajeú, na planinama Serra Umã; Uruma u državi Sergipe na rijeci São Francisco; Pipipan, río Moxotó, Pernambuco; Vouve, río Piancó, Pernambuco. U državi Pernambuco žive na rezervatu Terra Indígena Atikum u općini Carnaubeira da Penha (2.744), i u Bahiji na Terra Indígena Barra u općini Muquém de São Francisco (32). 

## Vanjske poveznice
- Aticum